# Nicklas Grossmann
Nicklas Grossmann, född 22 januari 1985 i Nacka, och uppvuxen i Vagnhärad, är en svensk före detta professionell ishockeyspelare som tidigare har spelat för bland annat Dallas Stars och Philadelphia Flyers. Från säsongen 2017/2018 spelade Grossmann för Södertälje SK och avslutade karriären efter säsongen 2018/2019.
Han är fystränare i Södertälje SK sedan 2020/2021.

## Biografi
Grossmanns moderklubb är Gnesta IK där han spelade till säsongen 2001, under tiden i Gnesta var han bl.a. med i Södermanlandslaget i TV-pucken säsongerna 1999/2000 och 2000/2001. Han gick sedan vidare till Södertälje Sportklubbs A-Juniorer. Där spelade han till 2004, då han fick spela en match i A-laget. I Säsongen 2004/2005 blev det 40 matcher i A-laget och semifinalspel mot Färjestads BK i en Elitseriesäsongen som på grund av NHL-lockouten var tidernas bästa.
Grossmann var lagkapten för Sverige i Junior-VM i ishockey 2005 och spelade 14 U20- och fyra U19-landskamper i vilka han noterades for tre assist.
På NHL-draften 2004 blev Grossmann vald i 2:a ronden av Dallas Stars som 56:e totalt. Inför säsongen 2005/2006 skrev han ett treårskontrakt med Texas laget. Kontraktet var värt 12,7 miljoner kronor plus matchbonus i NHL. Av kontraktsvärdet var tre miljoner signingbonus och gick direkt till Grossman, oavsett var han kom att spela. Han åkte över Atlanten för att till en början spela med Iowa Stars, Dallas Stars farmarlag och blev i sin första säsong utnämnd till Iowas "Most Improved Player". 
Han gjorde NHL-debut för Dallas följande säsong. Sitt första mål i NHL gjorde han den 13 maj 2008, då han petade in 1-1-pucken bakom Detroit Red Wings målvakt i semifinalmatchen i Stanley Cup.
Han skrev 24 april 2008 nytt kontrakt med Dallas Stars, denna gång på två år och med en årslön på 900 000 dollar, cirka 6 miljoner svenska kronor.
Den 16 februari 2012 blev Grossmann bytt till Philadelphia Flyers .
Grossmann debuterade i landslaget vid VM i ishockey 2009 i Schweiz. Han gjorde en mycket bra VM-debut där han var en av Sveriges viktigaste defensiva spelare och viktig i boxplayspelet. Han spelade alla nio matcher och gjorde en assist i turneringen då Sverige vann bronsmedalj.
Efter att inte ha blivit erbjuden något kontrakt med Calgary Flames, presenterades Grossmann i december 2016 som ny back för Örebro HK. Dock blev han inte erbjuden någon kontraktsförlängning för säsongen 2017/2018, utan kom istället att presenteras den 2 augusti 2017 som sista backen i Södertälje SK. Kontraktet med Södertälje skrevs på 3 år.

## Familj
Nicklas Grossman är son till Mona-Lisa och Rolf Grossmann och är uppvuxen i Vagnhärad.

## Meriter
- SM-semifinal 2004/2005
- Stanley Cup-semifinal 2007/2008
- VM-brons 2009